# Maciste Dischi
Maciste Dischi è un'etichetta discografica indipendente italiana fondata a Milano nel 2014.

## Storia
Fondata l'8 ottobre 2014, Maciste Dischi diventa nel giro di pochi anni punto di riferimento della scena musicale indipendente italiana, durante i quali realizza più di 300 concerti e partecipazioni al Festival di Sanremo e X Factor.
Il primo progetto musicale seguito dall'etichetta è quello di Jonny Blitz, seguito dai Siberia e Miele, quest'ultima concorrente tra le nuove proposte nel corso della 66ª edizione del Festival di Sanremo.
Un importante riconoscimento arriva a pochi mesi dalla nascita, quando riceve il premio Freak Label del MEI di Faenza, nel 2015; il premio è riservato alla miglior etichetta giovane italiana.
Tra il 2016 e il 2017 inizia a collaborare con Gazzelle e i Canova, ai quali nel 2018 si aggiungono i progetti musicali di Galeffi, Mox, Fulminacci e Diamine ed in seguito Dark Polo Gang.
Maciste Dischi collabora in maniera fissa con la Artist First, altra etichetta indipendente e società di distribuzione discografica.